# Макглинчи, Майкл
Майкл Ра́йан Макгли́нчи (англ. Michael Ryan McGlinchey; 7 января 1987, Веллингтон, Новая Зеландия) — новозеландский футболист шотландского происхождения. Игрок австралийского клуба «Сентрал Кост Маринерс» и национальной сборной Новой Зеландии. Выступает на позиции центрального полузащитника.
В юношеском возрасте вызывался в различные молодёжные сборные Шотландии, однако впоследствии принял решение играть на «взрослом» уровне за страну, где он родился — Новую Зеландию.
Макглинчи был в составе «белых» на чемпионате мира 2010, однако не провёл на этом турнире ни одного матча.

## Ранние годы
Макглинчи родился 7 января 1987 года в столице Новой Зеландии — Веллингтоне. Его отец — по национальности шотландец, также футболист, в то время выступал за одну из местных команд. По завершении карьеры игрока Макглинчи-старший вместе с семьёй вернулся на Британские острова.

## Клубная карьера

### «Селтик»
Майкл является воспитанником шотландского клуба «Селтик». Когда ему исполнилось 17 лет, серьёзный интерес к нему проявлял английский «Манчестер Юнайтед». Тем не менее Макглинчи устоял перед соблазном перейти в один из сильнейших клубов Европы и 26 декабря 2005 года подписал с «кельтами» свой первый профессиональный контракт.
В тот же день Майкл дебютировал в первом составе глазговской команды, когда в матче шотландской Премьер-лиги, в котором «Селтик» встречался с «Ливингстоном», он на 73-й минуте вышел на поле, заменив Эйдена Макгиди. Как оказалось впоследствии, эта игра стала единственной для новозеландца, сыгранной в футболке «бело-зелёных» — пришедший на тренерский мостик «кельтов», Гордон Стракан, сменивший на этом посту Мартина О’Нила, «задвинул» Макглинчи в глубокий запас основного состава команды.
В сезоне 2007/08 Майкл был отдан в аренду в клуб «Данфермлин Атлетик». Но несмотря на успешное выступления новозеландца за команду из Файф, ссуда была досрочно прервана из-за тяжёлой травмы мышц паха, которую Макглинчи получил 5 января 2008 года в матче против «Данди».
В мае 2009 года контракт Майкла с «Селтиком» истёк и, не дождавшись от «бело-зелёных» предложения нового соглашения о сотрудничестве, новозеландец стал свободным агентом.

### «Сентрал Кост Маринерс»
Без работы Макглинчи оставался недолго — успешно пройдя просмотр в австралийском клубе «Сентрал Кост Маринерс», он подписал с «морскими» 2-летний контракт.
6 августа 2009 года состоялся дебют Майкла в составе своей новой команды — в тот день соперником «Сентрал Кост» был клуб «Мельбурн Виктори». Поединок закончился со счётом 2:0 в пользу «Маринерс», один из голов забил новобранец Макглинчи.

### «Мотеруэлл»
После первой половины сезона 2009/10 Майкл обратился к руководству «Сентрал Кост» с просьбой отдать его в аренду в европейский клуб, дабы увеличить свои шансы на поездку в ЮАР для участия в чемпионате мира 2010 в составе сборной Новой Зеландии. Клуб отнёсся с пониманием к желанию футболиста, и вскоре Макглинчи был уже в Шотландии, где временно стал игроком команды «Мотеруэлл».
Свой первый матч за «сталеваров» Майкл сыграл 13 февраля 2010 года, когда североланкаширский клуб играл с «Гамильтон Академикал». Всего до конца сезона Макглинчи провёл в футболке «Мотеруэлла» восемь игр.

### Возвращение в «Сентрал Кост Маринерс»
В сезоне 2010/11 Макглинчи стал стержневым игроком полузащиты «Маринерс», проведя все 34 игры клуба в этом футбольном году. «Сентрал Кост» завоевал серебряные медали чемпионата Австралии, в финальном поединке уступив в серии пенальти команде «Брисбен Роар».

### Клубная статистика
| Клуб                          | Сезон                         | Чемпионат | Чемпионат | Кубок | Кубок | Кубок Лиги | Кубок Лиги | Кубок Вызова | Кубок Вызова | Международные Кубки | Международные Кубки | Итого | Итого |
| Клуб                          | Сезон                         | Игры      | Голы      | Игры  | Голы  | Игры       | Голы       | Игры         | Голы         | Игры                | Голы                | Игры  | Голы  |
| ----------------------------- | ----------------------------- | --------- | --------- | ----- | ----- | ---------- | ---------- | ------------ | ------------ | ------------------- | ------------------- | ----- | ----- |
| Селтик                        | 2005/06                       | 1         | 0         | —     | —     | —          | —          | —            | —            | —                   | —                   | 1     | 0     |
| Всего за «Селтик»             | Всего за «Селтик»             | 1         | 0         | 0     | 0     | 0          | 0          | 0            | 0            | 0                   | 0                   | 1     | 0     |
| Данфермлин                    | 2007/08                       | 8         | 0         | —     | —     | —          | —          | 1            | 0            | —                   | —                   | 9     | 0     |
| Всего за «Данфермлин Атлетик» | Всего за «Данфермлин Атлетик» | 8         | 0         | 0     | 0     | 0          | 0          | 1            | 0            | 0                   | 0                   | 9     | 0     |
| Сентрал Кост Маринерс         | 2009/10                       | 21        | 1         | —     | —     | —          | —          | —            | —            | —                   | —                   | 21    | 1     |
| Сентрал Кост Маринерс         | 2010/11                       | 34        | 1         | —     | —     | —          | —          | —            | —            | —                   | —                   | 34    | 1     |
| Сентрал Кост Маринерс         | 2011/12                       | 30        | 1         | —     | —     | —          | —          | —            | —            | 6                   | 1                   | 36    | 2     |
| Сентрал Кост Маринерс         | 2012/13                       | 24        | 6         | —     | —     | —          | —          | —            | —            | 3                   | 0                   | 27    | 6     |
| Всего за «Сентрал Кост»       | Всего за «Сентрал Кост»       | 109       | 9         | 0     | 0     | 0          | 0          | 0            | 0            | 9                   | 1                   | 118   | 10    |
| Мотеруэлл                     | 2009/10                       | 8         | 0         | —     | —     | —          | —          | —            | —            | —                   | —                   | 8     | 0     |
| Всего за «Мотеруэлл»          | Всего за «Мотеруэлл»          | 8         | 0         | 0     | 0     | 0          | 0          | 0            | 0            | 0                   | 0                   | 8     | 0     |
| Всего за карьеру              | Всего за карьеру              | 126       | 9         | 0     | 0     | 0          | 0          | 1            | 0            | 9                   | 1                   | 137   | 10    |

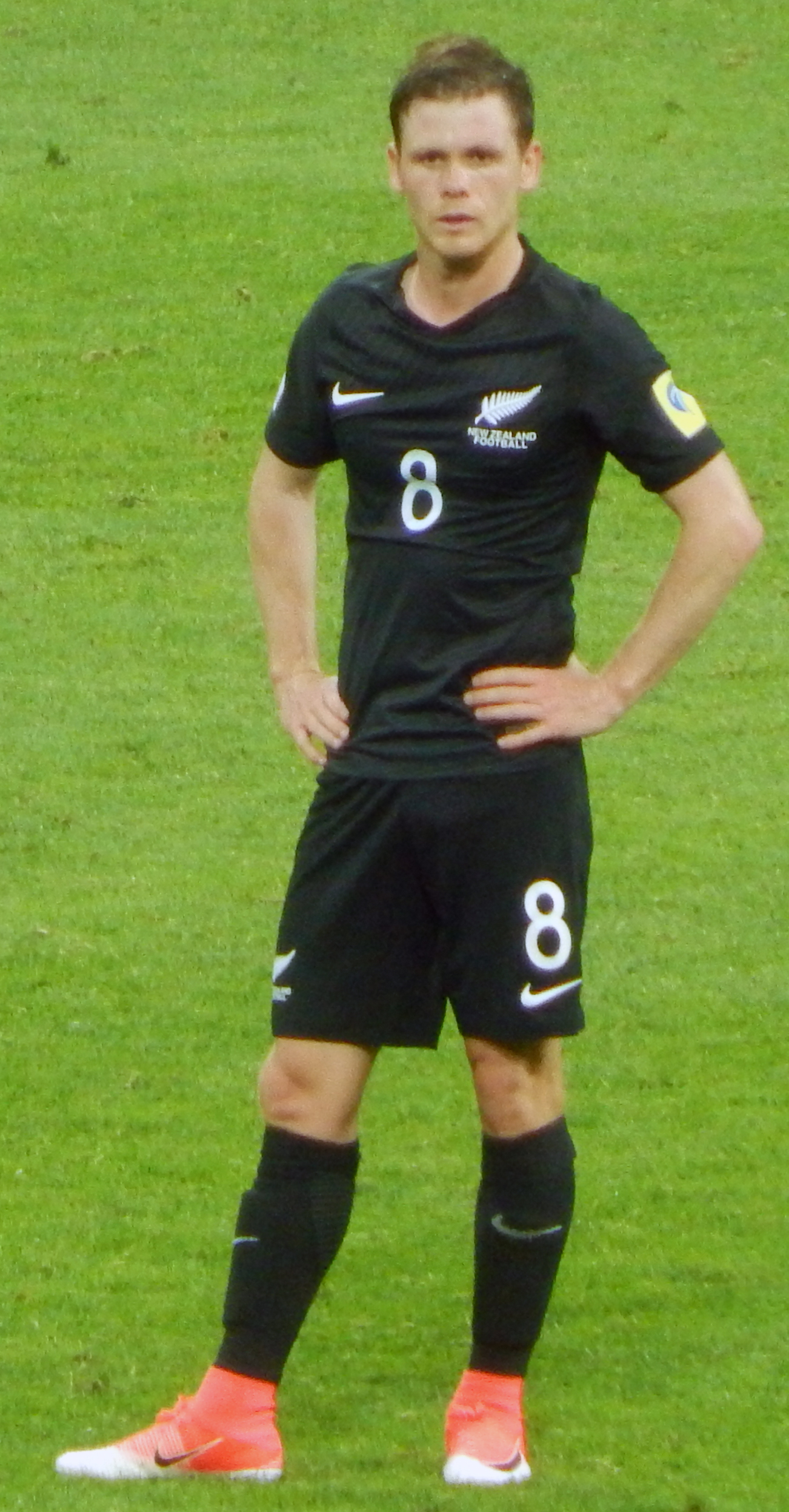
Кубок Конфедераций 2017

(откорректировано по состоянию на 3 апреля 2013)

## Сборные Шотландии и Новой Зеландии
Макглинчи был в составе сборной Шотландии для игроков 20-летнего возраста на чемпионате мира среди молодёжных команд 2007. На этом турнире сыграл две игры — со сверстниками из Коста-Рики и Нигерии.
В 2009 году Майкл, использовав возможность, данную ему, принятой ФИФА резолюцией, которая постановила не считать игры в молодёжных сборных препятствием для футболиста, если он хочет играть за другую национальную команду, объявил, что принимает предложение Футбольной ассоциации Новой Зеландии, страны, где он родился, и теперь будет выступать за «белых».
Главный тренер новозеландцев, Рики Херберт, впервые вызвал молодого игрока в национальную команду на товарищеский матч против сборной Иордании. В этой игре, которая состоялась 9 сентября Макглинчи и дебютировал в составе «белых».
Майкл сыграл одну из важнейших ролей в стыковых играх за право поехать на чемпионат мира 2010, в которых новозеландцы по сумме двух матчей переиграли Бахрейн. 10 мая 2010 года Рики Херберт объявил окончательный состав новозеландцев на мундиаль — Макглинчи удостоился чести также быть в нём. На чемпионате мира новозеландцы не смогли пробиться в плей-офф турнира, сведя все свои матчи, (со Словакией, Италией и Парагваем
) в ничью и в итоге заняв в своей группе F третье место. Макглинчи ни разу не появился на поле в этом турнире.
25 марта 2011 года Майкл забил свой первый гол за новозеландцев, поразив в товарищеском поединке ворота сборной Китая.

### Матчи и голы за сборную Новой Зеландии
| №  | Дата             | Место                                                            | Оппонент             | Счёт | Голы Макглинчи | Соревнование                                                    |
| 1  | 9 сентября 2009  | «Король Абдулла», Амман, Иордания                                | Иордания             | 3:1  | —              | Товарищеский матч                                               |
| 2  | 10 октября 2009  | Национальный стадион Бахрейна, Манама, Бахрейн                   | Бахрейн              | 0:0  | —              | Отборочный матч чемпионата мира по футболу 2010 (стыковые игры) |
| 3  | 14 ноября 2009   | «Уэстпэк», Веллингтон, Новая Зеландия                            | Бахрейн              | 1:0  | —              | Отборочный матч чемпионата мира по футболу 2010 (стыковые игры) |
| 4  | 3 марта 2010     | «Роуз Боул», Пасадина, США                                       | Мексика              | 0:2  | —              | Товарищеский матч                                               |
| 5  | 24 мая 2010      | «Мельбурн Крикет Граунд», Мельбурн, Австралия                    | Австралия            | 1:2  | —              | Товарищеский матч                                               |
| 6  | 9 октября 2010   | «Норт Харбор», Олбани, Новая Зеландия                            | Гондурас             | 1:1  | —              | Товарищеский матч                                               |
| 7  | 12 октября 2010  | «Уэстпэк», Веллингтон, Новая Зеландия                            | Парагвай             | 0:2  | —              | Товарищеский матч                                               |
| 8  | 25 марта 2011    | «Ухань Спортс Сентер Стадиум», Ухань, Китай                      | Китай                | 1:1  | 1              | Товарищеский матч                                               |
| 9  | 2 июня 2011      | «Инвеско Филд эт Майл Хай», Денвер, США                          | Мексика              | 0:3  | —              | Товарищеский матч                                               |
| 10 | 5 июня 2011      | «Аделаида Овал», Аделаида, Австралия                             | Австралия            | 0:3  | —              | Товарищеский матч                                               |
| 11 | 29 февраля 2012  | «Маунт Смарт», Пенроз, Новая Зеландия                            | Ямайка               | 2:3  | —              | Товарищеский матч                                               |
| 12 | 24 мая 2012      | «BBVA Compass», Хьюстон, США                                     | Сальвадор            | 2:2  | —              | Товарищеский матч                                               |
| 13 | 27 мая 2012      | «Коттон Боул», Даллас, США                                       | Гондурас             | 1:0  | —              | Товарищеский матч                                               |
| 14 | 2 июня 2012      | «Лоусон Тама», Хониара, Соломоновы Острова                       | Фиджи                | 1:0  | —              | Кубок наций ОФК 2012 (финальные игры, групповой этап)           |
| 15 | 4 июня 2012      | «Лоусон Тама», Хониара, Соломоновы Острова                       | Папуа — Новая Гвинея | 2:1  | —              | Кубок наций ОФК 2012 (финальные игры, групповой этап)           |
| 16 | 8 июня 2012      | «Лоусон Тама», Хониара, Соломоновы Острова                       | Новая Каледония      | 0:2  | —              | Кубок наций ОФК 2012 (финальные игры, 1/2 финала)               |
| 17 | 7 сентября 2012  | «Нума-Дейли Магента», Нумеа, Новая Каледония                     | Новая Каледония      | 2:0  | —              | Отборочный матч чемпионата мира по футболу 2014                 |
| 18 | 11 сентября 2012 | «Норт Харбор», Олбани, Новая Зеландия                            | Соломоновы Острова   | 6:1  | —              | Отборочный матч чемпионата мира по футболу 2014                 |
| 19 | 13 октября 2012  | «Патер Те Хоно Най», Папеэте, Французская Полинезия              | Таити                | 2:0  | —              | Отборочный матч чемпионата мира по футболу 2014                 |
| 20 | 16 октября 2012  | «АМИ», Крайстчерч, Новая Зеландия                                | Таити                | 3:0  | 2              | Отборочный матч чемпионата мира по футболу 2014                 |
| 21 | 14 ноября 2012   | «Хункоу», Шанхай, Китай                                          | Китай                | 1:1  | —              | Товарищеский матч                                               |
| 22 | 22 марта 2013    | «Форсайт Барр», Данидин, Новая Зеландия                          | Новая Каледония      | 2:1  | —              | Отборочный матч чемпионата мира по футболу 2014                 |
| 23 | 16 октября 2013  | Стадион имени Хейсли Кроуфорда, Порт-оф-Спейн, Тринидад и Тобаго | Тринидад и Тобаго    | 0:0  | —              | Товарищеский матч                                               |
| 24 | 13 ноября 2013   | «Ацтека», Мехико, Мексика                                        | Мексика              | 1:5  | —              | Отборочный матч чемпионата мира по футболу 2014 (стыковые игры) |
| 25 | 20 ноября 2013   | «Уэстпэк», Веллингтон, Новая Зеландия                            | Мексика              | 2:4  | —              | Отборочный матч чемпионата мира по футболу 2014 (стыковые игры) |
| 26 | 5 марта 2014     | Олимпийский стадион, Токио, Япония                               | Япония               | 2:4  | —              | Товарищеский матч                                               |
| 27 | 30 мая 2014      | «Маунт Смарт», Пенроз, Новая Зеландия                            | ЮАР                  | 0:0  | —              | Товарищеский матч                                               |
| 28 | 8 сентября 2014  | «Пахтакор», Ташкент, Узбекистан                                  | Узбекистан           | 1:3  | —              | Товарищеский матч                                               |
| 29 | 14 ноября 2014   | «Наньчан Бейи», Наньчан, Китай                                   | Китай                | 1:1  | —              | Товарищеский матч                                               |
| 30 | 18 ноября 2014   | «80-й день рождения», Накхонратчасима, Таиланд                   | Таиланд              | 0:2  | —              | Товарищеский матч                                               |
| 31 | 31 марта 2015    | «Сеул Уорлд Кап Стэдиум», Сеул, Республика Корея                 | Республика Корея     | 0:1  | —              | Товарищеский матч                                               |
| 32 | 7 сентября 2015  | «Тувунна», Янгон, Мьянма                                         | Мьянма               | 1:1  | —              | Товарищеский матч                                               |
| 33 | 12 ноября 2015   | «Аль Сиб», Эс-Сиб, Оман                                          | Оман                 | 1:0  | —              | Товарищеский матч                                               |
| 34 | 28 мая 2016      | «Сэр Джон Гиз», Порт-Морсби, Папуа — Новая Гвинея                | Фиджи                | 3:1  | —              | Кубок наций ОФК 2016 (финальные игры, групповой этап)           |
| 35 | 31 мая 2016      | «Сэр Джон Гиз», Порт-Морсби, Папуа — Новая Гвинея                | Вануату              | 5:0  | 1              | Кубок наций ОФК 2016 (финальные игры, групповой этап)           |
| 36 | 4 июня 2016      | «Сэр Джон Гиз», Порт-Морсби, Папуа — Новая Гвинея                | Соломоновы острова   | 1:0  | —              | Кубок наций ОФК 2016 (финальные игры, групповой этап)           |
| 37 | 8 июня 2016      | «Сэр Джон Гиз», Порт-Морсби, Папуа — Новая Гвинея                | Новая Каледония      | 1:0  | —              | Кубок наций ОФК 2016 (финальные игры, 1/2 финала)               |
| 38 | 11 июня 2016     | «Сэр Джон Гиз», Порт-Морсби, Папуа — Новая Гвинея                | Папуа — Новая Гвинея | 0:0  | —              | Кубок наций ОФК 2016 (финальные игры, финал)                    |

Итого: 38 матчей / 4 гола; 15 побед, 10 ничьих, 13 поражений.
(откорректировано по состоянию на 11 июня 2016)

### Сводная статистика игр/голов за сборную
| Сборная          | Год              | Отборочные матчи ЧМ | Отборочные матчи ЧМ | Финальные матчи ЧМ | Финальные матчи ЧМ | Кубок наций ОФК | Кубок наций ОФК | Товарищеские матчи | Товарищеские матчи | Итого | Итого |
| Сборная          | Год              | Игры                | Голы                | Игры               | Голы               | Игры            | Голы            | Игры               | Голы               | Игры  | Голы  |
| ---------------- | ---------------- | ------------------- | ------------------- | ------------------ | ------------------ | --------------- | --------------- | ------------------ | ------------------ | ----- | ----- |
| Новая Зеландия   | 2009             | 2                   | 0                   | —                  | —                  | —               | —               | 1                  | 0                  | 3     | 0     |
| Новая Зеландия   | 2010             | —                   | —                   | —                  | —                  | —               | —               | 4                  | 0                  | 4     | 0     |
| Новая Зеландия   | 2011             | —                   | —                   | —                  | —                  | —               | —               | 3                  | 1                  | 3     | 1     |
| Новая Зеландия   | 2012             | 4                   | 2                   | —                  | —                  | 3               | 0               | 4                  | 0                  | 11    | 2     |
| Новая Зеландия   | 2013             | 3                   | 0                   | —                  | —                  | —               | —               | 1                  | 0                  | 4     | 0     |
| Новая Зеландия   | 2014             | —                   | —                   | —                  | —                  | —               | —               | 5                  | 0                  | 5     | 0     |
| Новая Зеландия   | 2015             | —                   | —                   | —                  | —                  | —               | —               | 3                  | 0                  | 3     | 0     |
| Новая Зеландия   | 2016             | —                   | —                   | —                  | —                  | 5               | 1               | —                  | —                  | 5     | 1     |
| Всего за карьеру | Всего за карьеру | 9                   | 2                   | 0                  | 0                  | 8               | 1               | 21                 | 1                  | 38    | 4     |

(откорректировано по состоянию на 11 июня 2016)

## Достижения
«Селтик»
- Чемпион Шотландии: 2005/06

 Сборная Новой Зеландии
- Победитель Кубка наций ОФК: 2016
- Бронзовый призёр Кубка наций ОФК: 2012